# Anja Osterman
Anja Osterman (Ankaran, 27 de enero de 1993) es una deportista eslovena que compite en piragüismo en la modalidad de aguas tranquilas.
Ganó cinco medallas en el Campeonato Mundial de Piragüismo entre los años 2017 y 2024, y seis medallas en el Campeonato Europeo de Piragüismo entre los años 2017 y 2025.

## Palmarés internacional
| Campeonato Mundial | Campeonato Mundial       | Campeonato Mundial | Campeonato Mundial |
| Año                | Lugar                    | Medalla            | Competición        |
| ------------------ | ------------------------ | ------------------ | ------------------ |
| 2017               | Račice (República Checa) | Medalla de bronce  | K2 500 m           |
| 2019               | Szeged (Hungría)         | Medalla de plata   | K2 200 m           |
| 2019               | Szeged (Hungría)         | Medalla de bronce  | K2 500 m           |
| 2022               | Halifax (Canadá)         | Medalla de plata   | K1 200 m           |
| 2024               | Samarcanda (Uzbekistán)  | Medalla de bronce  | K4 500 m mixto     |
| Campeonato Europeo |                          |                    |                    |
| Año                | Lugar                    | Medalla            | Competición        |
| 2017               | Plovdiv (Bulgaria)       | Medalla de plata   | K2 500 m           |
| 2021               | Poznań (Polonia)         | Medalla de oro     | K2 200 m           |
| 2022               | Múnich (Alemania)        | Medalla de plata   | K1 200 m           |
| 2022               | Múnich (Alemania)        | Medalla de bronce  | K1 500 m           |
| 2024               | Szeged (Hungría)         | Medalla de plata   | K2 200 m           |
| 2025               | Račice (República Checa) | Medalla de plata   | K1 200 m           |